# ویکتور پنجم ژنچنکو
ویکتور پنجم ژنچنکو (انگلیسی: Victor V. Zhenchenko; ۱۱ اکتبر ۱۹۳۶ – ۲۸ اکتبر ۲۰۲۱) شاعر اهل اوکراین بود.